# Bloody Christmas
Bloody Christmas, letteralmente "Natale di sangue", è il nome dato al pestaggio di sette uomini da parte di funzionari del Los Angeles Police Department il 25 dicembre 1951. 

## Cronaca
In seguito a una rissa, sette uomini furono fermati dalla polizia. Quando tra i poliziotti si sparse la voce, falsa, che un loro collega aveva perso un occhio durante la rissa che aveva portato all'arresto, aggredirono gli uomini arrestati, pestandoli per circa un'ora e mezza. Gli attacchi, che lasciarono cinque latinoamericani e due giovani bianchi con ossa fratturate e organi interni danneggiati, furono oggetto di indagini soltanto dopo pressioni da parte della comunità messicano-americana. L'indagine interna da parte del capo della polizia di Los Angeles, William H. Parker, portò all'incriminazione di otto agenti di polizia per aggressione, ulteriori cinquantaquattro furono trasferiti e trentanove furono sospesi.
L'evento è stato romanzato nel romanzo del 1990 L.A. Confidential di James Ellroy, da cui fu tratto l'omonimo film nel 1997.